# توماس کنیلی
توماس کِنیلی (انگلیسی: Thomas Keneally؛ زادهٔ ۷ اکتبر ۱۹۳۵) یک نویسنده، نمایش‌نامه‌نویس، رمان‌نویس، هنرپیشه، و پدیدآور اهل استرالیا است.

## زندگی‌نامه
توماس مایکل کنیلی در سیدنی متولد شده و در کالج سنت پتریک در نیوساوت وست استرالیا تحصیل کرده است.

او به خاطر نوشتن کتاب شیندلرز آرک (کشتی شیندلر)، که از خاطرات پولدک فِفربرگ (به انگلیسی: Poldek Pfefferberg)، یکی از بازماندگان هولوکاست الهام گرفته شده بود، در سال ۱۹۸۲ برنده جایزه ادبی من بوکر شده است. سالها بعد استیون اسپیلبرگ نیز با اقتباس از این کتاب، فیلم فهرست شیندلر که موفق به کسب جایزهٔ اسکار بهترین فیلم شده‌است را ساخت.

توماس کنیلی دو مرتبه نیز برندهٔ جایزه مایلز فرانکلین شده است.